# Olivier Filion
Pour les articles homonymes, voir Filion.
Olivier Filion (né le 3 octobre 1982 à Montréal, dans la province de Québec au Canada) est un joueur professionnel canadien de hockey sur glace.

## Carrière de joueur
Joueur montréalais, il a évolué pendant quatre saisons avec le Titan d'Acadie-Bathurst de la Ligue de hockey junior majeur du Québec. À ses deux dernières saisons juniors, il récolta 104 points à chacune d'entre elles. Au terme de la saison 2002-2003, il fut nommé dans la 2e équipe d'étoiles de la LHJMQ.
Il débuta ensuite une carrière professionnelle dans la United Hockey League. Il n'y resta qu'une saison, ce joignant aux Aces de l'Alaska dans la East Coast Hockey League. Il y remporta la Coupe Kelly en 2006.
Il commence la saison 2008-2009 avec l'ASG Tours de la Ligue Magnus, mais il revient terminer la saison dans l'ECHL, avec les Salmon Kings de Victoria.
Il commence la saison 2010-2011 avec les Mavericks du Missouri de la Ligue centrale de hockey, puis le 13 janvier, il signe avec le Marquis de Saguenay de la Ligue nord-américaine de hockey.
Le 20 décembre 2011, il est échangé en compagnie de Pierre-Luc Laprise au Caron et Guay de Trois-Rivières.
Le 13 août 2013 il signe une prolongation de contrat avec l'équipe qui porte désormais le nom du Viking de Trois-Rivières. Il ne dispute cependant aucun match avec l'équipe, puisque le 26 septembre 2013, il est échangé aux Riverkings de Cornwall. Le 16 novembre il est à nouveau échangé, cette fois aux Braves de Valleyfield.

## Carrière d'entraineur
Pour la saison 2014-2015, il a été entraineur des Riverkings de Cornwall dans la Ligue nord-américaine de hockey. Depuis la saison 2016-2017, il est entraineur du programme des moins de 16 ans de hockey du Newbridge Academy à Lower Sackville en banlieue d'Halifax en Nouvelle-Écosse.

## Statistiques
| Saison    | Équipe                          | Ligue        |    | Saison régulière | Saison régulière | Saison régulière | Saison régulière | Saison régulière |   | Séries éliminatoires | Séries éliminatoires | Séries éliminatoires | Séries éliminatoires | Séries éliminatoires |
| Saison    | Équipe                          | Ligue        | PJ | B                | A                | Pts              | Pun              | PJ               | B | A                    | Pts                  | Pun                  |                      |                      |
| 1999-2000 | Titan d'Acadie-Bathurst         | LHJMQ        | 71 | 10               | 33               | 43               | 34               | 4                | 1 | 0                    | 1                    | 6                    |                      |                      |
| 2000-2001 | Titan d'Acadie-Bathurst         | LHJMQ        | 62 | 21               | 33               | 54               | 45               | 19               | 3 | 8                    | 11                   | 12                   |                      |                      |
| 2001-2002 | Titan d'Acadie-Bathurst         | LHJMQ        | 72 | 29               | 75               | 104              | 98               | 10               | 3 | 12                   | 15                   | 8                    |                      |                      |
| 2002-2003 | Titan d'Acadie-Bathurst         | LHJMQ        | 71 | 36               | 68               | 104              | 62               | 11               | 2 | 8                    | 10                   | 2                    |                      |                      |
| 2003-2004 | RiverDogs de Richmond           | UHL          | 66 | 9                | 23               | 32               | 86               | 4                | 0 | 0                    | 0                    | 0                    |                      |                      |
| 2004-2005 | Aces de l'Alaska                | ECHL         | 65 | 8                | 20               | 28               | 51               | 15               | 3 | 7                    | 10                   | 20                   |                      |                      |
| 2005-2006 | Aces de l'Alaska                | ECHL         | 72 | 11               | 50               | 61               | 80               | 21               | 5 | 10                   | 15                   | 14                   |                      |                      |
| 2006-2007 | Aces de l'Alaska                | ECHL         | 72 | 29               | 39               | 68               | 79               | 15               | 6 | 6                    | 12                   | 12                   |                      |                      |
| 2007-2008 | Aces de l'Alaska                | ECHL         | 68 | 21               | 30               | 51               | 36               | 9                | 2 | 3                    | 5                    | 8                    |                      |                      |
| 2008-2009 | ASG Tours                       | Ligue Magnus | 9  | 4                | 5                | 9                | 14               | -                | - | -                    | -                    | -                    |                      |                      |
| 2008-2009 | Salmon Kings de Victoria        | ECHL         | 69 | 12               | 40               | 52               | 89               | 9                | 3 | 4                    | 7                    | 14                   |                      |                      |
| 2009-2010 | Salmon Kings de Victoria        | ECHL         | 63 | 12               | 31               | 43               | 48               | 5                | 2 | 1                    | 3                    | 2                    |                      |                      |
| 2010-2011 | Mavericks du Missouri           | LCH          | 32 | 7                | 18               | 25               | 16               | -                | - | -                    | -                    | -                    |                      |                      |
| 2010-2011 | Marquis de Saguenay             | LNAH         | 14 | 5                | 11               | 16               | 18               | 4                | 1 | 5                    | 6                    | 2                    |                      |                      |
| 2011-2012 | Marquis de Saguenay             | LNAH         | 22 | 4                | 13               | 17               | 28               | -                | - | -                    | -                    | -                    |                      |                      |
| 2011-2012 | Caron et Guay de Trois-Rivières | LNAH         | 25 | 5                | 18               | 23               | 39               | 6                | 0 | 1                    | 1                    | 8                    |                      |                      |
| 2012-2013 | Caron et Guay de Trois-Rivières | LNAH         | 35 | 4                | 19               | 23               | 20               | 10               | 1 | 5                    | 6                    | 16                   |                      |                      |
| 2013-2014 | Riverkings de Cornwall          | LNAH         | 8  | 0                | 4                | 4                | 14               | -                | - | -                    | -                    | -                    |                      |                      |
| 2013-2014 | Braves de Valleyfield / Laval   | LNAH         | 23 | 5                | 20               | 25               | 14               | 5                | 1 | 2                    | 3                    | 12                   |                      |                      |

## Trophées et honneurs personnels
- Ligue de hockey junior majeur du Québec
  - 2003 : nommé dans la 2e équipe d'étoiles
- East Coast Hockey League
  - 2006 : remporta la Coupe Kelly avec les Aces de l'Alaska